# Nueva Esperanza Uno
Nueva Esperanza Uno är en ort i Mexiko.   Den ligger i kommunen El Porvenir och delstaten Chiapas, i den sydöstra delen av landet, 900 km sydost om huvudstaden Mexico City. Nueva Esperanza Uno ligger 2 816 meter över havet och antalet invånare är 585.
Terrängen runt Nueva Esperanza Uno är bergig västerut, men österut är den kuperad. Nueva Esperanza Uno ligger uppe på en höjd. Runt Nueva Esperanza Uno är det ganska tätbefolkat, med 179 invånare per kvadratkilometer. Närmaste större samhälle är El Porvenir de Velasco Suárez, 4,2 km väster om Nueva Esperanza Uno. I omgivningarna runt Nueva Esperanza Uno växer huvudsakligen savannskog.